# Словенська Вікіпедія
Словенська Вікіпедія — розділ Вікіпедії словенською мовою. Вона почала бути активною з березня 2002 року.
В лютому 2007 року вона досягнула 40 тисяч статей.
Наприкінці червня 2007 року словенська Вікіпедія налічувала більше, ніж 49 тисяч статей.
На 4 листопада 2011 року в цьому розділі було: 121 012 стаття, 252 367 сторінок, 31 адміністратор, 86 681 користувач, з яких 490 активних і 34-те місце серед 282-х мовних розділів Вікіпедії.
Словенська Вікіпедія станом на 27 березня 2025 року містить 192 064 статті, 240 469 зареєстрованих користувачів, 338 активних дописувачів, 22 адміністраторів
. Загальна кількість сторінок в словенській Вікіпедії — 488 143, редагувань — 6 401 035, завантажених файлів — 8656
. Глибина (рівень розвитку мовного розділу) словенської Вікіпедії середня і становить 31.2 пунктів
.
За кількістю статей перебуває на 56-му місці серед усіх мовних розділів та на 11-му серед слов'яномовних розділів Вікіпедії (між хорватською та македонською Вікіпедіями).

## Історія
- 18 червня 2002 року — 100 статей.
- 30 вересня 2003 року — 1000 статей.
- 7 лютого 2005 року — 10000 статей.
- 17 грудня 2005 року — 20000 статей.
- 30 червня 2006 року — 30000 статей.
- 15 лютого 2007 року — 40000 статей.
- 17 липня 2007 року — 50000 статей.
- 15 серпня 2010 року — 100000 статей.
- 31 березня 2016 року — 150000 статей.